# 開成山公園
開成山公園（かいせいざんこうえん）は、福島県郡山市にある都市公園（総合公園）。2006年（平成18年）に日本の歴史公園100選に選ばれている。

## 概要
郡山市役所前、福島県郡山市開成一丁目5番に位置する、郡山市のシンボルの一つとも言える公園である。総面積約30.3ヘクタール。
開成山公園及び園内にある安積開拓で灌漑用に作られた五十鈴湖、さらに1878年（明治11年）頃に植樹された現存では日本最古といわれるソメイヨシノをはじめとする約1300本の桜は、2016年（平成28年）度に日本遺産の構成文化財となっている。
郡山総合体育館が管理する体育施設（開成山地区体育施設）と公園緑地課及び開成山公園管理事務所が管理する公園施設からなる。開成山地区体育施設は福島県内では福島市のあづま総合運動公園と並ぶスポーツの拠点でもある。

## 歴史
江戸時代は、二本松藩の狩場として利用された。1873年（明治6年）、郡山の商人が出資してできた民間団体の開成社が開成山一帯の沼沢地を開墾し、桑野村を開いた。これを受けて、国営事業として安積開拓と安積疏水の建設が決まり、灌漑用の池として五十鈴湖（元の名前は上の池）と開成沼が造成された。桑野村内には1878年（明治11年）、開成社によって約4000本の桜（ソメイヨシノ・ヤマザクラ）が植えられた。ソメイヨシノについては現存する最古の木であると言われている。これらの桜は1934年（昭和9年）に国の天然記念物に指定された（公園の整備などにより1960年（昭和35年）に指定解除）。
明治時代後期には福島県産馬畜産組合の競馬場が置かれたが、政府の公認が得られなかったため、短期間で廃止された。1927年（昭和2年）には開成山競馬場（のちの郡山競馬場）が開設された。
昭和に入ると開成沼は埋め立てられ、一部が五十鈴湖・開成沼として残されたが、その後、開成沼と呼ばれた部分は埋め立てられた。1949年（昭和24年）9月20日、「郡山市都市計画運動場」として事業が決定し、1959年（昭和34年）4月15日に「都市計画公園開成山総合公園」となった。1972年（昭和47年）に正式に開園し、現在に至る。
1990年（平成2年）には野外音楽堂が、1992年（平成4年）には『開拓者の群像』が建設された。
1995年（平成7年）の夏にはオクトーバーフェスト風のイベント「サマーフェスタ IN KORIYAMA」（ビール祭）が開催され、以後、毎年夏のイベントとして定着した。
2010年（平成22年）に公開された映画『時をかける少女』では、弓道場付近の土手が大学に通ずる桜並木のシーンのロケ地として利用された。
2014年（平成26年）、第9回のB-1グランプリの開催地は、立候補した浪江焼麺太国の所在地（浪江町）へ住民が戻れるメドが立たないため、近隣の郡山市での開催となり、開成山公園、郡山市役所駐車場、ザ・モール郡山駐車場で実施された。そのため、開催地ではあったものの郡山市のメニューは正式参加しておらず、投票対象外でクリームボックスのPR用ブースが設けられただけであった。
2021年（令和3年）3月27日、2020年東京オリンピックの聖火リレーのセレブレーション会場となる。震災復興を象徴する施設から、大会が掲げる「復興五輪」を世界に発信する。
2023年（令和5年）7月からパークPFI（公募設置管理制度）による整備事業が進められた。2024年（令和6年）4月1日にリニューアルオープンし、同日から大和リースなどの企業グループが指定管理者となる。またこのリニューアルでカフェやガーデニング雑貨の売店など計9店舗が入るエリアが園内に新設されることとなった。

## 施設

### 体育施設
体育施設には陸上競技場、開成山野球場、開成山弓道場、開成山屋内水泳場がある。体育施設は郡山総合体育館（郡山市豊田町3-10）が管理しており、郡山総合体育館とこれらの体育施設を総称して開成山地区体育施設としている。

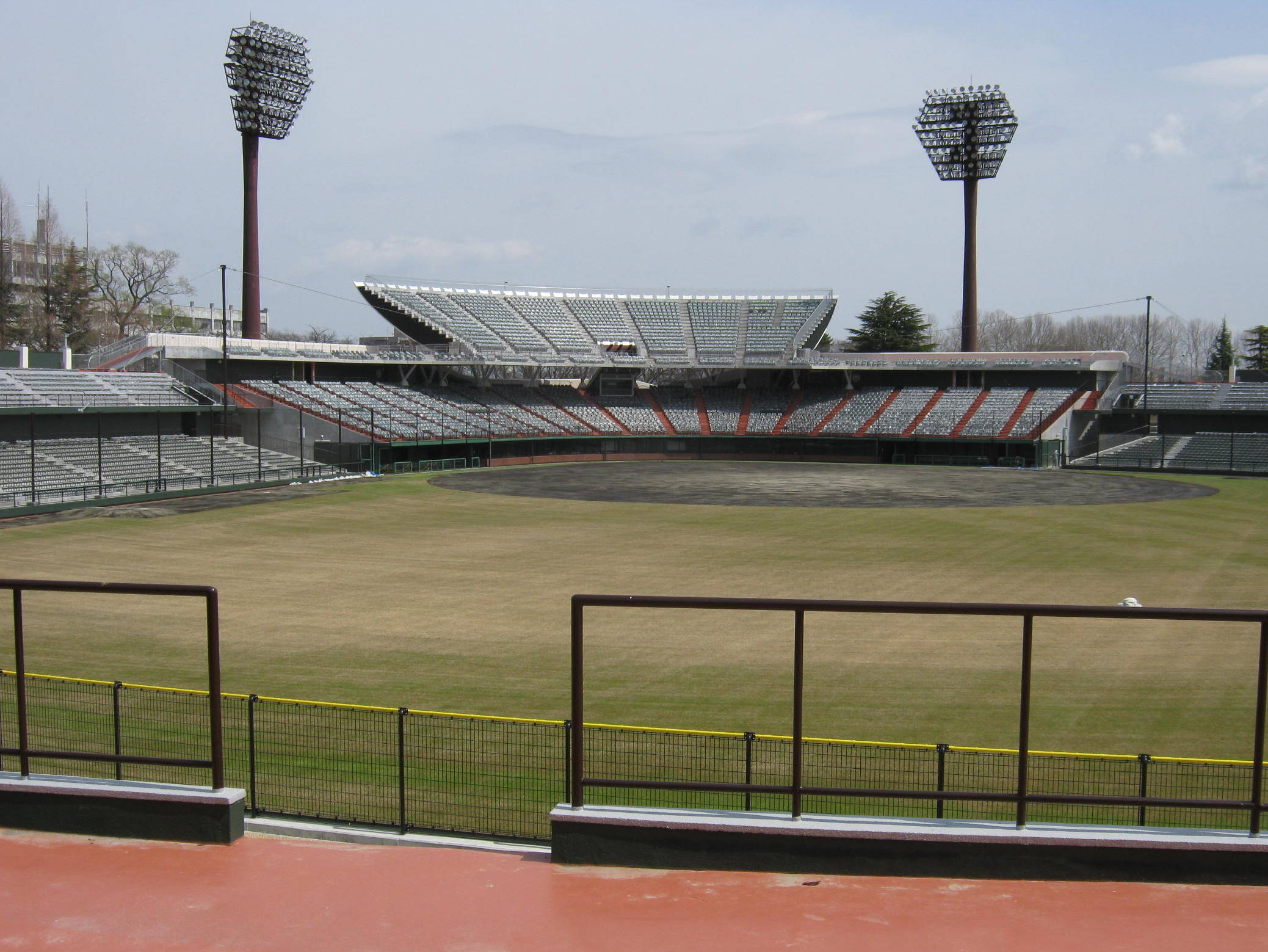
郡山総合運動場開成山野球場
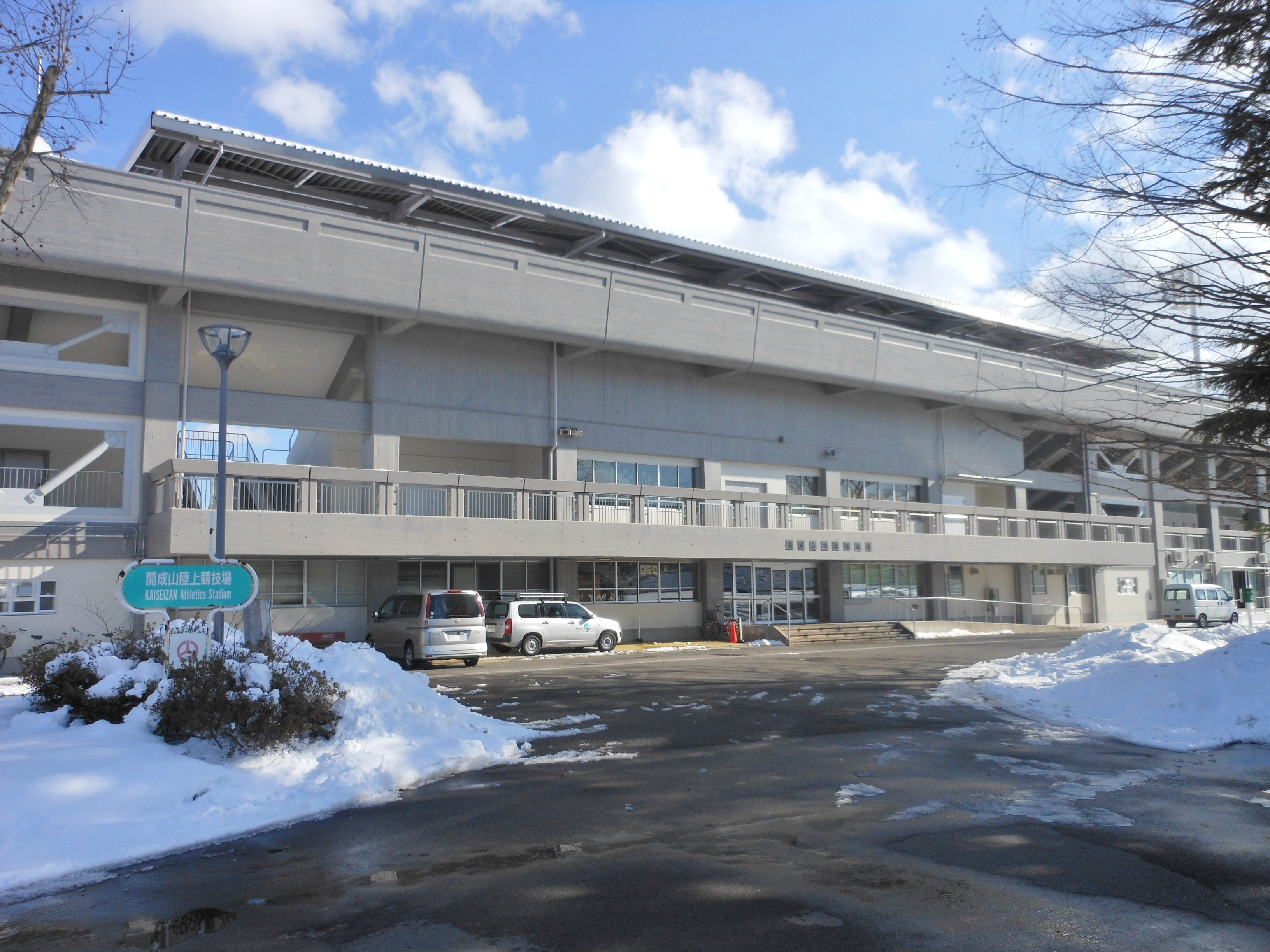
郡山総合運動場開成山陸上競技場
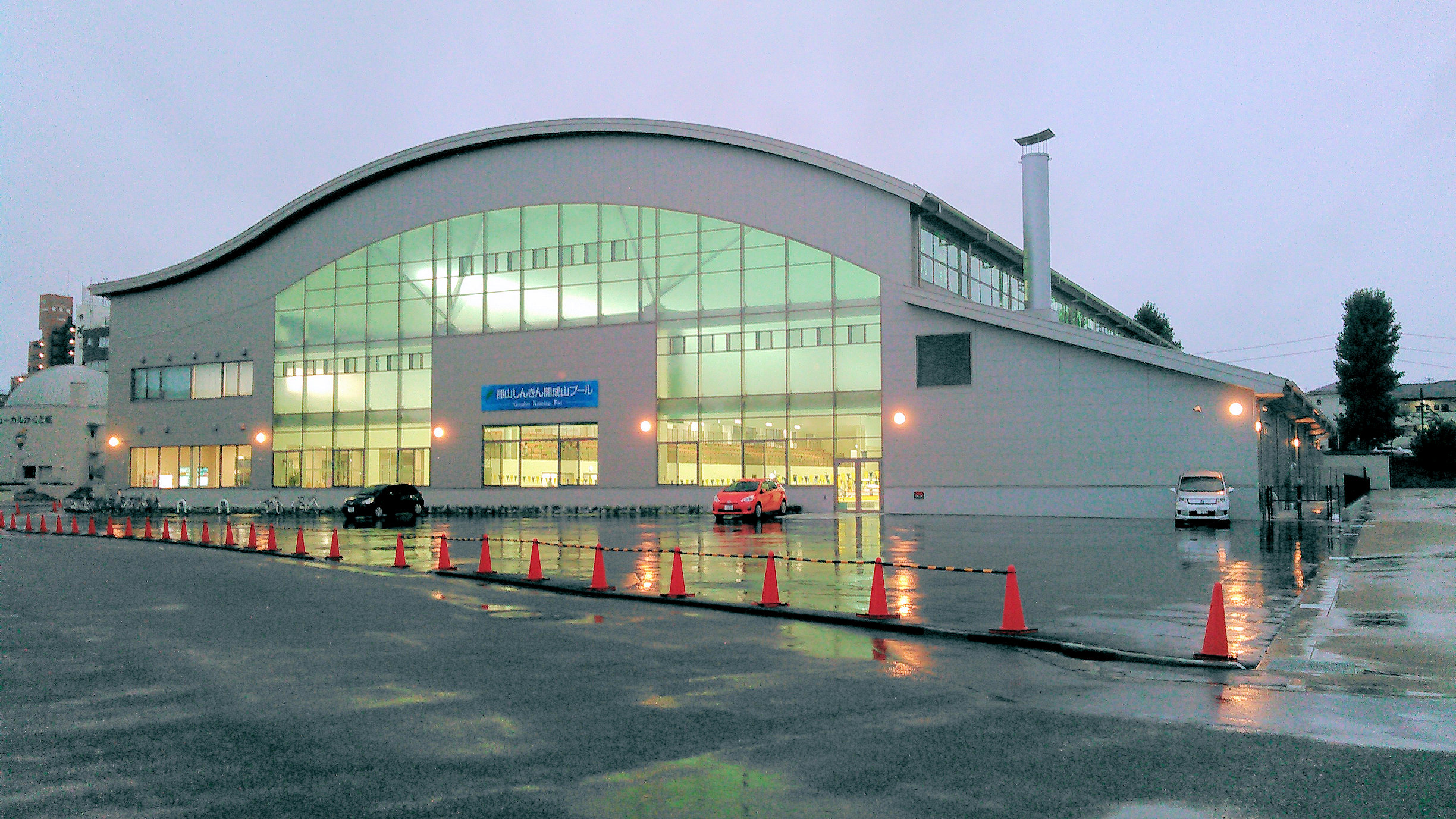
開成山屋内水泳場
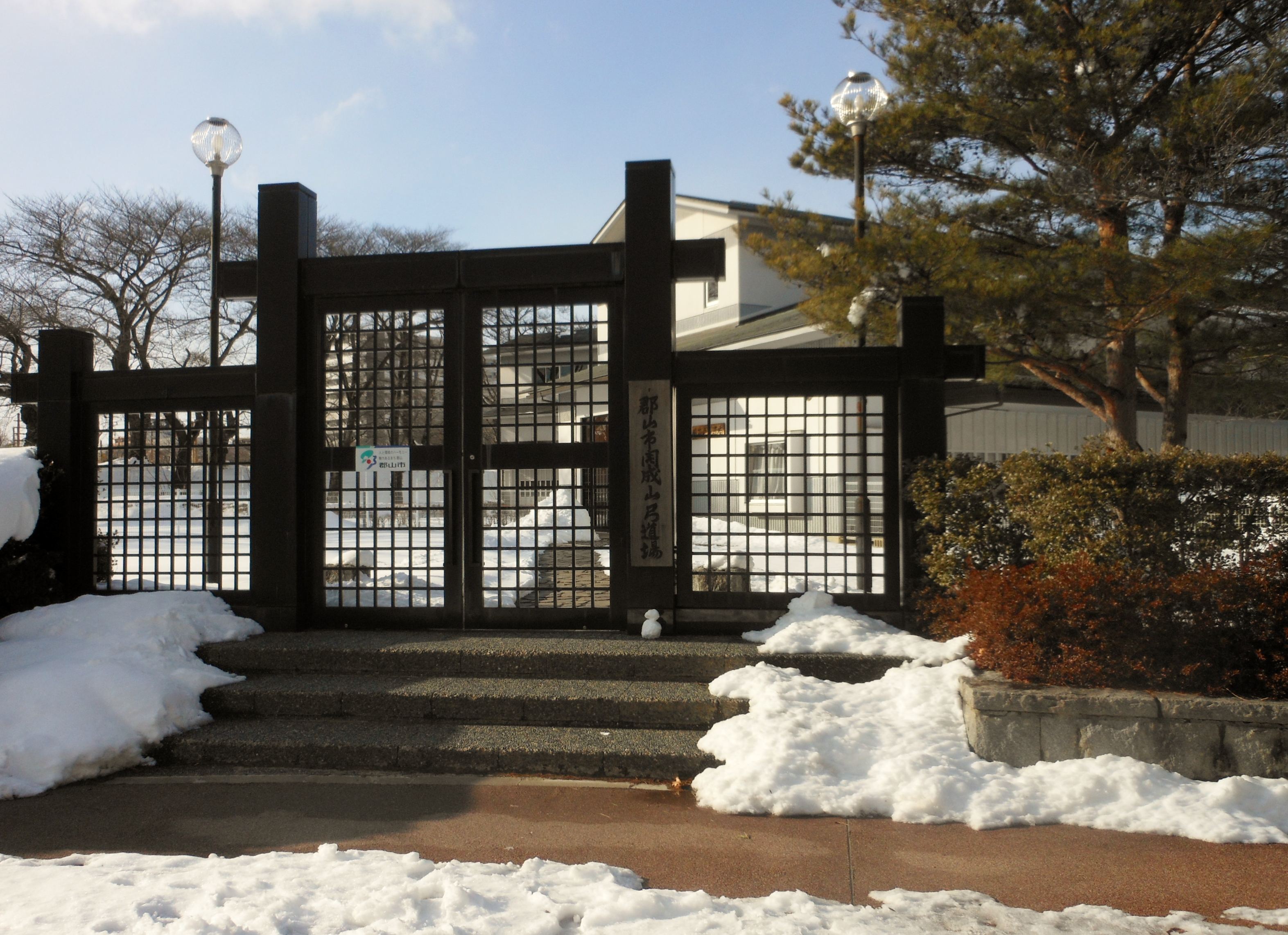
開成山弓道場

### 公園施設
西側のエリアは五十鈴湖を中心とした憩いの場として整備され、バラ園や遊具が設置された広場などがある。また、桜の開花時期には桜まつり（夜桜のライトアップなど）、夏にはサマーフェスタ（オクトーバーフェスト風のイベント）などのイベントの場ともなっている。
一方、公園南側にはせせらぎこみちが通り、その起点となる南東側の入口付近には多目的ホール「ミューカルがくと館」が建つ。

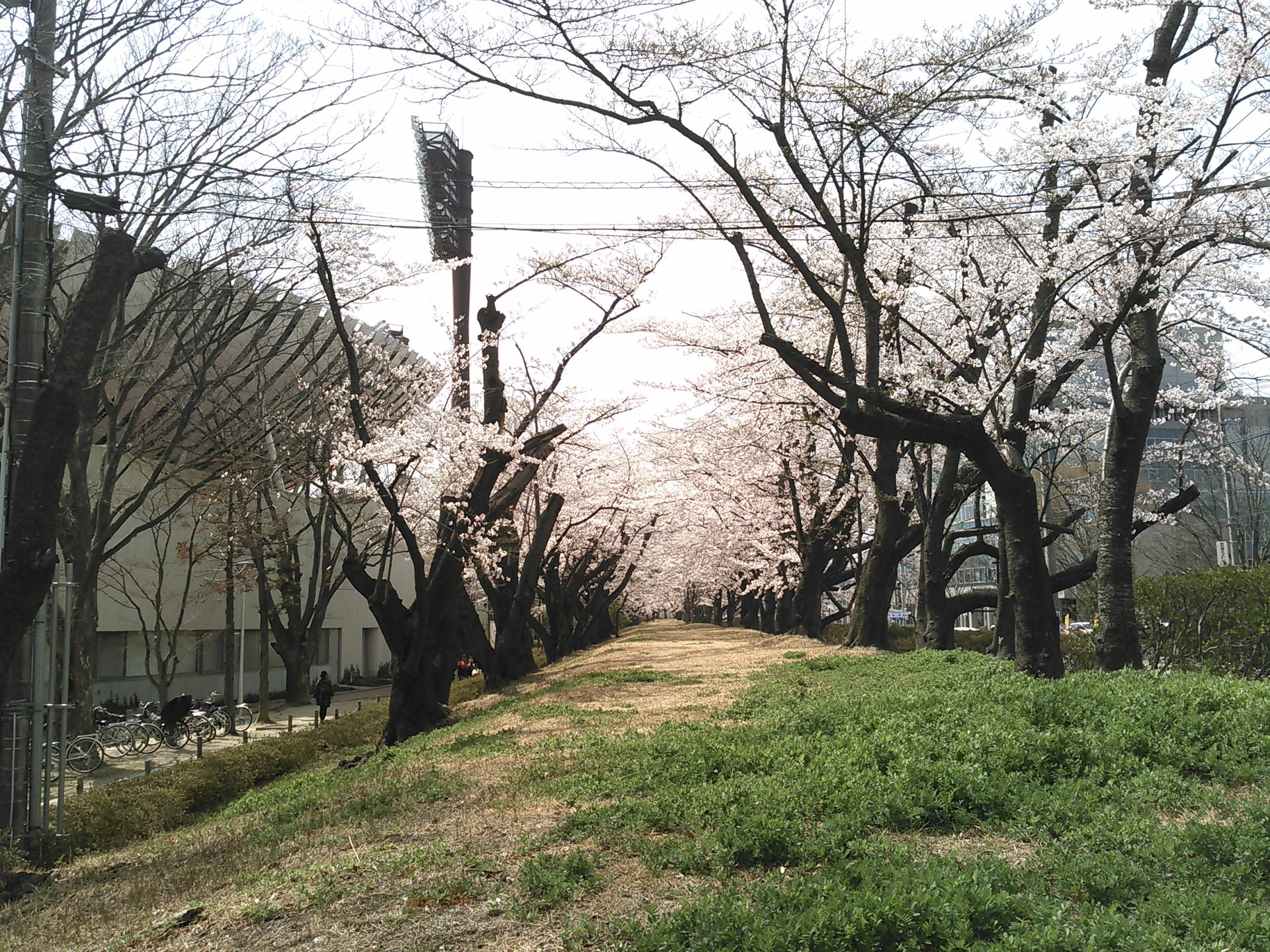
市役所側の桜並木
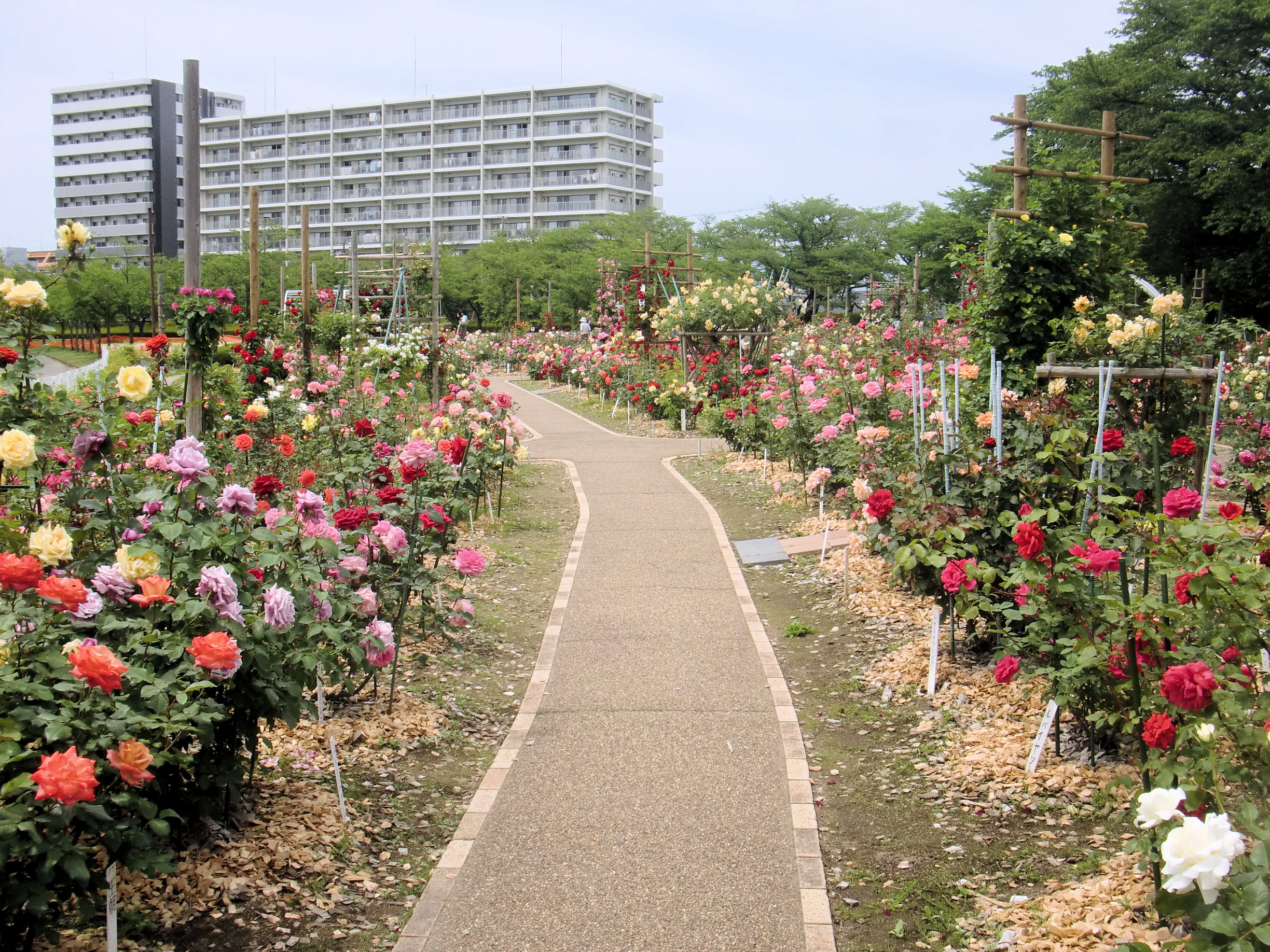
バラ園
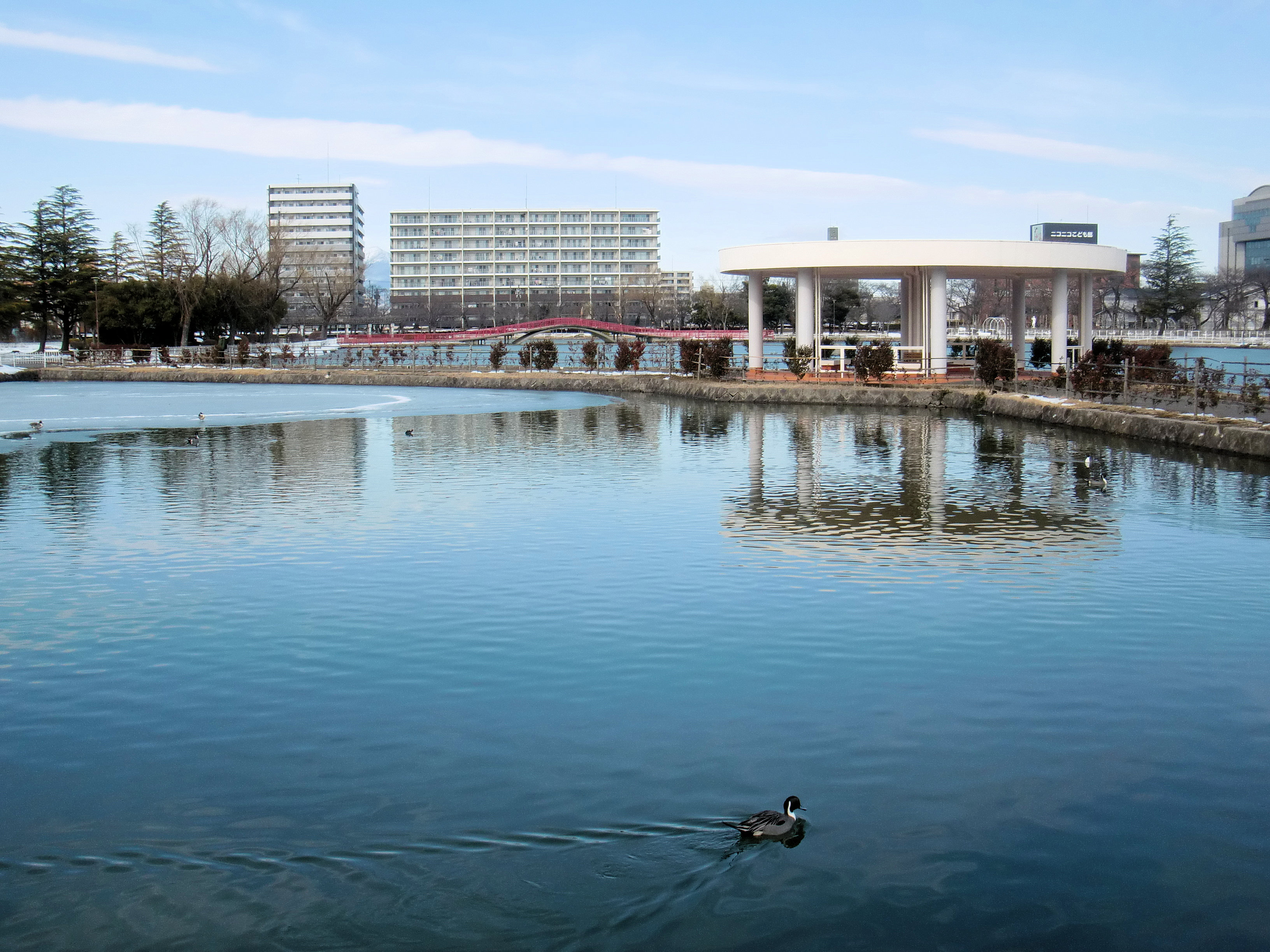
五十鈴湖
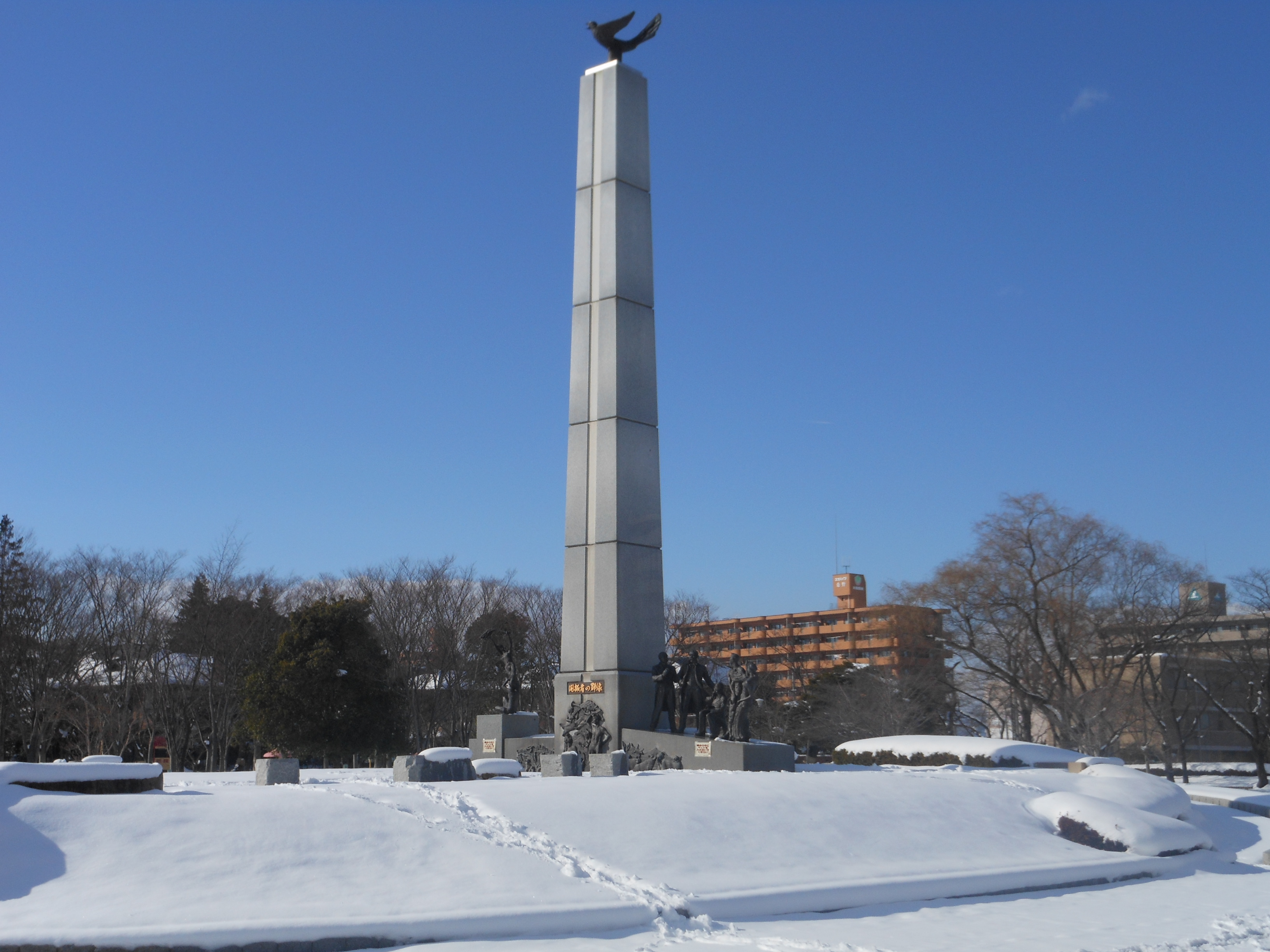
開拓者の群像
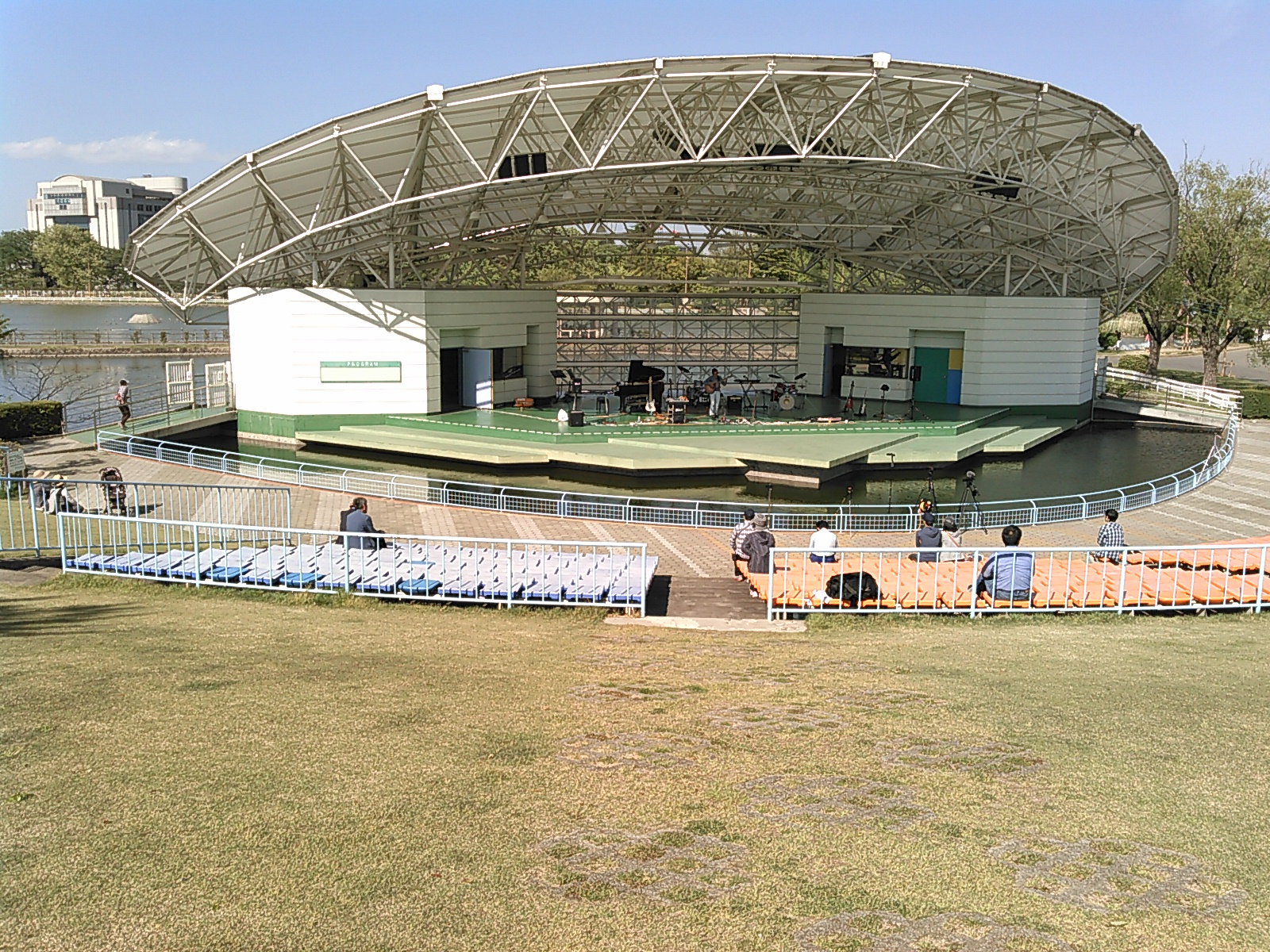
野外音楽堂
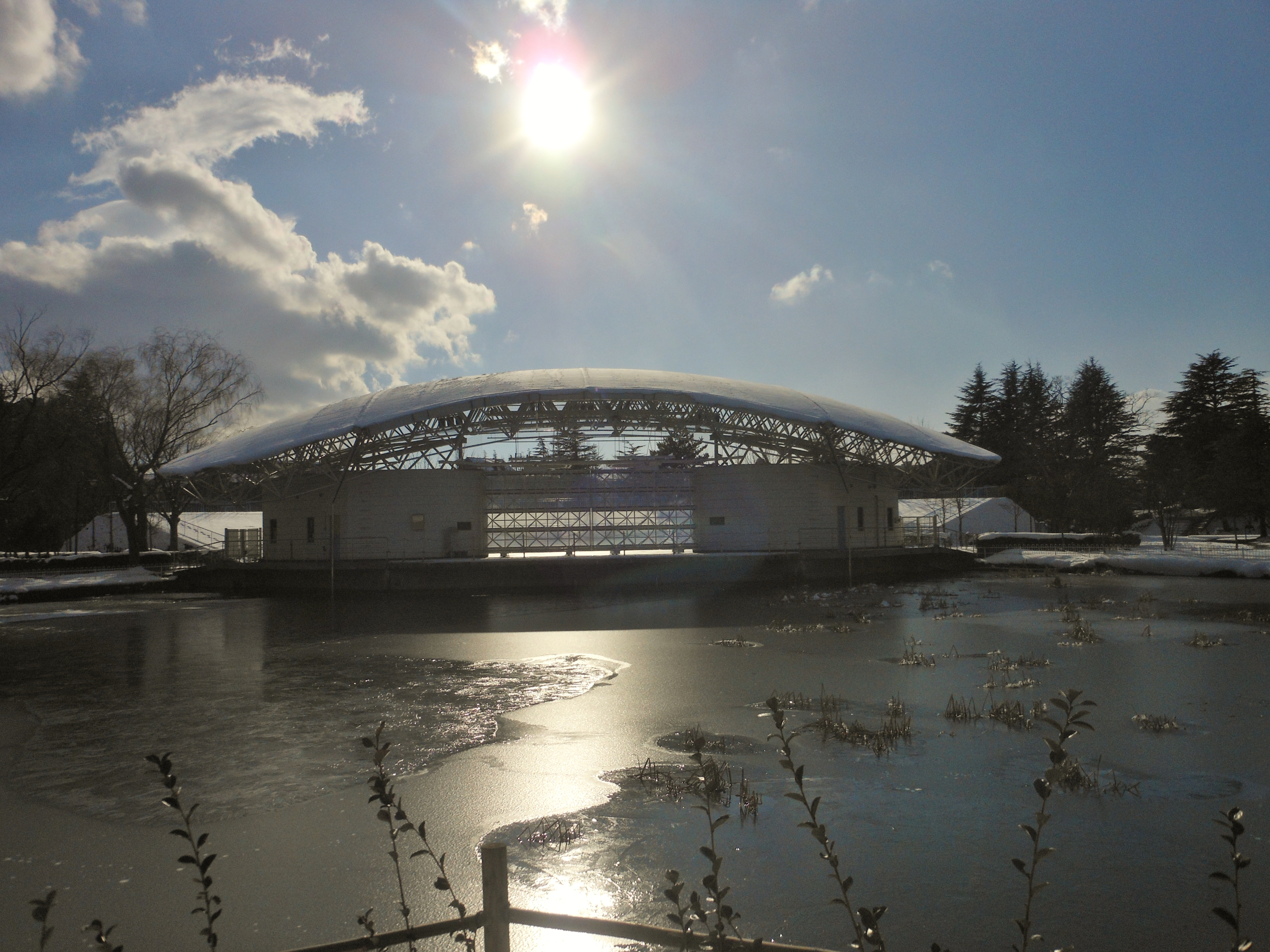
野外音楽堂 五十鈴湖側
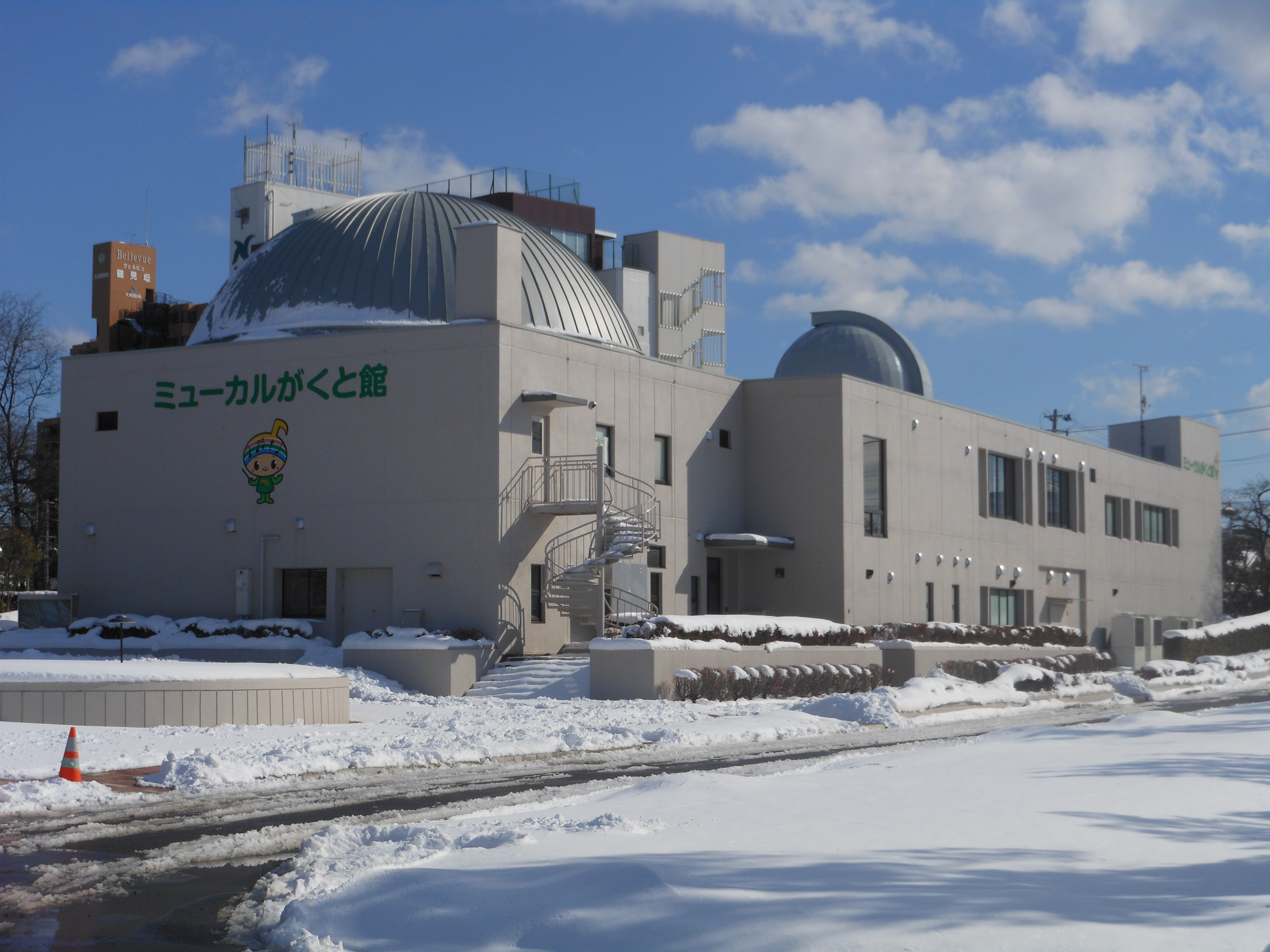
郡山市音楽・文化交流館（ミューカルがくと館）

「上の池」と呼ばれていた江戸時代のかんがい用地。
野外音楽堂（音響設備や約500席の観客席あり）や八角堂（四阿）が浮かび、太鼓橋も架かる広大な池。開成山大神宮の手前にあることから、名前は伊勢神宮内宮の手前を流れる五十鈴川にちなむ。
- 開拓者の群像

安積開拓の偉業をたたえる三坂耿一郎作のモニュメント。ふるさと創生事業として1992年（平成4年）に建立された。17.6mの塔の上には市の鳥のカッコウが、塔の下には中條政恒、大久保利通、ファン・ドールンらの像が配置され、中央には安積疏水をイメージした水路が流れる。
- 記念碑等
  - 久米正雄（三汀）句碑 - せせらぎこみち付近
  - 宮本百合子文学碑 - 五十鈴湖東側湖畔、『貧しき人々の群』の一節が刻まれている
- バラ園

6月および10月のシーズン中には約400種、約800本のバラが咲く
- 国鉄D51形蒸気機関車

1940年（昭和15年）2月に国鉄郡山工場（現：JR東日本郡山総合車両センター）で製造。1940年（昭和15年）から1970年（昭和45年）にかけて実際に運転されていた車両を、1970年（昭和45年）5月5日に移設したもの。通常は柵に囲まれて閉鎖されているが、こどもまつり開催時には一般開放されている。
- 耐震貯水槽

- 市役所側の桜並木
- バラ園
- 五十鈴湖
- 開拓者の群像
- 野外音楽堂
- 野外音楽堂 五十鈴湖側
- 郡山市音楽・文化交流館（ミューカルがくと館）

## 隣接する公園
開成山公園の南側に隣接して開成二丁目公園と水・緑公園がある。開成山公園が総合公園なのに対し、開成二丁目公園と水・緑公園は街区公園である。

### 開成二丁目公園
郡山市開成2丁目2番1号に位置する街区公園。面積0.29ha。

### 水・緑公園
開成山公園の南に隣接する街区公園。住所は郡山市開成2丁目163番地。面積0.42ha。安積疏水の水路橋「水橋」を模した水が流れ落ちるオブジェを設置、安積疏水土地改良区事務所前。

## 周辺
- 郡山市役所
- 郡山総合体育館
- こおりやま文学の森資料館
- 開成山大神宮
- 郡山女子大学・短期大学部
- 郡山市開成館
- 安積疏水土地改良区事務所
- 三万石開成山店（アンジェロ、ロミオ、ティールーム併設）
- 開成柏屋（菓祖神「萬寿神社」併設）
- スーパー銭湯遊湯ランド（日帰り入浴施設）

## アクセス
- JR郡山駅西口8・9番バス乗り場から市役所経由のバスで「郡山市役所」下車
- JR郡山駅からさくら通り経由で2.5km、車で約15分